# Masayoshi Son
Masayoshi Son (japanska: 孫 正義, Son Masayoshi, koreanska: 손정의, Son Jeong-ui), född 11 augusti 1957 i Tosu i Saga prefektur, är en japansk affärsman av koreansk härkomst. Han har bland annat grundat Softbank, som han också är chef för. År 2017 tog han initiativ till att grunda den mycket stora internetinvesteringsfonden Vision Fund.

## Uppväxt och utbildning
Masayoshi Sons farföräldrar invandrade till Japan från Korea. Han föddes i staden Tosu på ön Kyushu i södra Japan.
Vid 16 års ålder flyttade Masayoshi Son till Kalifornien och avslutade high school. Han studerade under två års tid på Holy Names University i Oakland i Kalifornien, varefter han övergick till University of California, Berkeley, där han tog en examen i nationalekonomi och också studerade datorteknik. 
Han började sin affärskarriär som student genom att utveckla en översättningsapparat, som han sålde till Sharp för en större summa. Därefter importerade han begagnade speldatorer från Japan, som han installerade i studentbostadshus och restauranger. Han utexaminerades från University of California, Berkeley med en kandidatexamen i nationalekonomi 1980 och grundade därefter företaget Unison i Oakland, som senare köptes upp av Kyocera.

## Investeringar
Masayoshi Son grundade 1981 Softbank som ett distributionsföretag för datormjukvara. Han investerade tidigt i internetföretag, till exempel i Yahoo! 1995 och i Alibaba 1999. År 2006 köpte han Vodafones japanska mobiltelefonföretag som blev kärnan i Softbank, som senare köpt bland annat 80 % av det amerikanska mobiltelefoniföretaget Sprint Corporation.

## Privatliv
Masayoshi Son gifte sig med Masami Ohno under universitetsåren. Paret har två döttrar.